# ساوبریج‌وورث
latitudeساوبریج‌وورثlongitudeساوبریج‌وورث
ساوبریج‌وورث (به انگلیسی: Sawbridgeworth) یک شهرک در بریتانیا است که در انگلستان واقع شده‌است.

## خصوصیات
ساوبریج‌وورث ۸٬۴۵۸ نفر جمعیت دارد.